# Spirostreptus ornatus
Spirostreptus ornatus är en mångfotingart som beskrevs av Peters 1855. Spirostreptus ornatus ingår i släktet Spirostreptus och familjen Spirostreptidae. Inga underarter finns listade i Catalogue of Life.